# الکساندر داراک
الکساندر داراک (به فرانسوی: Alexandre Darracq) (زاده ۱۰ نوامبر ۱۸۵۵ - درگذشته ۲ نوامبر ۱۹۳۱) کارآفرین، صنعتگر و خودروساز فرانسوی است، که در سال ۱۸۹۶ شرکت خودروسازی داراک را تأسیس کرد. وی همچنین یکی از بنیانگذاران شرکت آلفا رومئو نیز می‌باشد.